# Домбрувка-Великопольська
Домбрувка-Великопольська (пол. Dąbrówka Wielkopolska, нім. Groß Dammer) — село в Польщі, у гміні Збоншинек Свебодзінського повіту Любуського воєводства.
Населення — 1361 особа (2011).
У 1975-1998 роках село належало до Зеленогурського воєводства.

## Демографія
Демографічна структура станом на 31 березня 2011 року:
|          | Загалом | Допрацездатний вік | Працездатний вік | Постпрацездатний вік |
| -------- | ------- | ------------------ | ---------------- | -------------------- |
| Чоловіки | 656     | 135                | 466              | 55                   |
| Жінки    | 705     | 146                | 423              | 136                  |
| Разом    | 1361    | 281                | 889              | 191                  |